# French Open 1979
Die 78. French Open 1979 waren ein Tennis-Sandplatzturnier der Klasse Grand Slam, das von der ITF veranstaltet wurde. Es fand vom 28. Mai bis 11. Juni 1979 in Roland Garros, Paris, Frankreich statt.
Titelverteidiger im Einzel waren Björn Borg bei den Herren sowie Virginia Ruzici bei den Damen. Im Herrendoppel waren Gene Mayerd und Hank Pfister, im Damendoppel Mima Jaušovec und Virginia Ruzici und im Mixed Renáta Tomanová und Pavel Složil die Titelverteidiger.

## Herreneinzel
Setzliste
| Nr. | Spieler          | Erreichte Runde |
| --- | ---------------- | --------------- |
| 01. | Björn Borg       | Sieg            |
| 02. | Jimmy Connors    | Halbfinale      |
| 03. | Guillermo Vilas  | Viertelfinale   |
| 04. | Vitas Gerulaitis | Halbfinale      |
| 05. |                  |                 |
| 06. | Harold Solomon   | Achtelfinale    |
| 07. | Eddie Dibbs      | Viertelfinale   |
| 08. | José Higueras    | Viertelfinale   |

| Nr. | Spieler            | Erreichte Runde |
| --- | ------------------ | --------------- |
| 09. | Arthur Ashe        | 3. Runde        |
| 10. | Brian Gottfried    | 3. Runde        |
| 11. | José Luis Clerc    | 2. Runde        |
| 12. | Wojciech Fibak     | Achtelfinale    |
| 13. | Manuel Orantes     | Achtelfinale    |
| 14. | Tim Gullikson      | Achtelfinale    |
| 15. | Corrado Barazzutti | 3. Runde        |
| 16. | Adriano Panatta    | 3. Runde        |

## Dameneinzel
Setzliste
| Nr. | Spielerin         | Erreichte Runde |
| --- | ----------------- | --------------- |
| 01. | Chris Evert-Lloyd | Sieg            |
| 02. | Virginia Wade     | 2. Runde        |
| 03. | Dianne Fromholtz  | Halbfinale      |
| 04. | Wendy Turnbull    | Finale          |
| 05. | Virginia Ruzici   | Viertelfinale   |
| 06. | Sue Barker        | 2. Runde        |
| 07. | Regina Maršíková  | Halbfinale      |
| 08. | Betty Stöve       | Achtelfinale    |

| Nr. | Spielerin         | Erreichte Runde |
| --- | ----------------- | --------------- |
| 09. | Mima Jaušovec     | 2. Runde        |
| 10. | Kathy May-Teacher | 2. Runde        |
| 11. | Rosie Casals      | 1. Runde        |
| 12. | Marise Kruger     | 2. Runde        |
| 13. | Anne Smith        | Achtelfinale    |
| 14. | Ilana Kloss       | 2. Runde        |
| 15. |                   |                 |
| 16. | Marita Redondo    | 1. Runde        |

## Herrendoppel
Setzliste
| Nr. | Paarung                      | Erreichte Runde |
| --- | ---------------------------- | --------------- |
| 01. | Wojciech Fibak Tom Okker     | 2. Runde        |
| 02. | Jan Kodeš Tomáš Šmíd         | Halbfinale      |
| 03. | Sandy Mayer Gene Mayer       | Sieg            |
| 04. | Brian Gottfried Raúl Ramírez | Viertelfinale   |
| 05. | Víctor Pecci Balázs Taróczy  | 1. Runde        |
| 06. | Heinz Günthardt Bob Hewitt   | Achtelfinale    |
| 07. | Ilie Năstase Ion Țiriac      | 2. Runde        |
| 08. | Peter Fleming Kim Warwick    | 1. Runde        |

| Nr. | Paarung                             | Erreichte Runde |
| --- | ----------------------------------- | --------------- |
| 09. | Mark Edmondson John Marks           | Achtelfinale    |
| 10. | Ross Case Phil Dent                 | Finale          |
| 11. | Arthur Ashe Dick Stockton           | Halbfinale      |
| 12. | Tim Gullikson Tom Gullikson         | Achtelfinale    |
| 13. | Pat Du Pre Stan Smith               | Viertelfinale   |
| 14. | Željko Franulović Hans Gildemeister | 2. Runde        |
| 15. | Anand Amritraj Raymond Moore        | Achtelfinale    |
| 16. | Bruce Manson Andrew Pattison        | Viertelfinale   |

## Damendoppel
Setzliste
Es ist weder auf der ITF-Seite noch auf der WTA-Seite ersichtlich, wie sich die Setzliste zusammensetzte oder ob es überhaupt eine gab, da dort keine Angaben zu finden sind.

## Mixed
Setzliste
| Nr. | Paarung                      | Erreichte Runde |
| --- | ---------------------------- | --------------- |
| 01. | Ilie Năstase Françoise Dürr  | Viertelfinale   |
| 02. | Bob Hewitt Wendy Turnbull    | Sieg            |
| 03. | Pavel Složil Renáta Tomanová | Halbfinale      |
| 04. | Ivan Lendl Regina Maršíková  | Viertelfinale   |

| Nr. | Paarung                              | Erreichte Runde |
| --- | ------------------------------------ | --------------- |
| 05. | Ion Țiriac Virginia Ruzici           | Finale          |
| 06. | Eric Deblicker Gail Lovera Benedetti | Viertelfinale   |
| 07. | Patrice Beust Betty Stöve            | Halbfinale      |
| 08. | Francisco González Anne Smith        | Viertelfinale   |